# Estreito de Lamakera

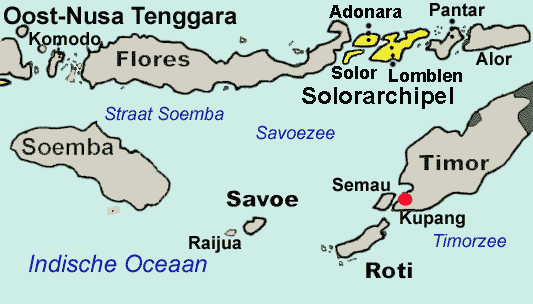
Localização do estreito no Arquipélago de Solor.

O Estreito de Lamakera (em indonésio:  Selat Lamakera) é um estreito que separa a ilha de Lembata (Lomblen) das ilhas de Adonara e Solor, na Indonésia. O estreito, tem cerca de 30 km de comprimento e 3,5 km de largura no ponto mais estreito, liga o Mar de Savu, ao sul, com o Mar de Flores, ao norte. O estreito é nomeado de Lamakera, uma cidade na ilha de Solor. Administrativamente, as águas do estreito pertencem à província de Sonda Oriental.